# Peña Moñuz
Peña Moñuz es un castro celtibérico situado en las cercanías de Olmeda de Cobeta (Guadalajara, España). Es objeto de excavaciones arqueológicas desde 2006 y fue declarado Bien de Interés Cultural el 18 de septiembre de 2012.

## Descripción
Peña Moñuz es un asentamiento fortificado mediante un complejo sistema defensivo que consta de tres partes: un cinturón exterior de piedras hincadas en forma de caballos de frisia; seguidamente un foso excavado en la roca de 5 metros de anchura por 1,90 metros de profundidad; por último, una muralla con un grosor medio de 2,60 metros, aunque en algunos puntos alcanza los 6 metros y a cuya cara externa se adosaron tres grandes torres macizas; un hecho realmente infrecuente en la arquitectura defensiva de esta zona de la península ibérica. También es significativa la existencia de dos puertas de acceso monumentales, de 4,5 y 3,5 metros de vano respectivamente.
Desde el año 2006 este yacimiento está siendo excavado sistemáticamente, lo que está permitiendo poner al descubierto la totalidad del trazado de la muralla y de las tres torres que lo flanquean, así como investigar el trazado urbanístico del interior del recinto con el consiguiente descubrimiento de diversas dependencias, algunas de las cuales albergaron zonas de molienda y almacén de alimentos, otras parecen estar relacionadas con el trabajo del metal y otras a residencia propiamente dicha.